# Goro (Benin)
Goro ist ein Arrondissement im Departement Borgou in Benin. Es ist eine Verwaltungseinheit, die der Gerichtsbarkeit der Kommune Tchaourou untersteht. Gemäß der Volkszählung von 2013 hatte Goro 6283 Einwohner, davon waren 3026 männlich und 3257 weiblich.